# Muño Alfonso
Muño Alfonso o Munio Alfonso (fallecido el 2 de agosto de 1143) fue un militar y caudillo cristiano de la península ibérica durante la Edad Media nacido en Galicia según la Chronica Adefonsi imperatoris. Fue señor de Mora y alcaide de Toledo durante el reinado de Alfonso VII. En 1130, siendo gobernante de Mora, fue derrotado en una expedición de musulmanes de Calatrava en Toledo, hecho prisionero y llevado a Córdoba, donde según la Chronica Adefonsi imperatoris fue torturado y al cabo de varios días acabó pagando su propio rescate, marchando a Toledo y Mora posteriormente.
En 1143, tras derrotar en la campiña de Córdoba —estando al mando de un contingente que agrupaba a miembros de las milicias de los concejos de Toledo, Ávila y Segovia— a los gobernadores almorávides de Sevilla y Córdoba —abatió él mismo al último con una lanza— colgó las cabezas decapitadas de sendos líderes en Toledo. Murió ese mismo año en las fuentes del río Algodor en el contexto de la defensa de la ciudad de Toledo durante una ofensiva del gobernador de Calatrava, Farax Abdalí, que posteriormente descuartizó su cadáver exhibiendo los diversos miembros por varias localizaciones.